# Stazione di Sandymount
La Sandymount railway station è una stazione ferroviaria irlandese, situata a Dublino. È una delle stazioni della DART e fornisce servizio nelle aree di Sandymount e Ballsbridge. È aperta sette giorni su sette ed è fornita di due binari, entrambi accessibili tramite rampe.
La stazione è dotata di un passaggio a livello, poiché attraversata dalla Sandymount Avenue. Finita nel 1835 è stata riaperta nel 1984, dopo un periodo di chiusura dovuto all'elettrificazione dei binari destinati ai treni DART.

## Servizi
- Servizi igienici
- Capolinea autolinee
- Biglietteria a sportello
- Biglietteria self-service
- Distribuzione automatica cibi e bevande